# Clynder
Clynder, schottisch-gälisch: An Claon Dearg: „Roter Hang“, ist eine kleine Ortschaft in der schottischen Council Area Argyll and Bute. Sie liegt an der Ostküste der Halbinsel Rosneath am Ufer des Meeresarmes Gare Loch gegenüber der Ortschaft Rhu. Helensburgh ist etwa vier Kilometer östlich und Greenock sieben Kilometer südlich gelegen. Bei der Volkszählung 1971 wurden in Clynder 192 Einwohner verzeichnet. Damit war die Einwohnerzahl im Vergleich zu 229 im Jahre 1961 gesunken. In neueren Zensusdaten ist Clynder nicht separat aufgeführt.
Clynder ist an der B833 gelegen, welche genähert die Küstenlinie der Halbinsel umläuft. Eine Eisenbahnanbindung besteht nicht und war auch in der Vergangenheit nicht vorhanden. In Clynder befindet sich mit dem Gareloch House ein Denkmal aus der höchsten schottischen Denkmalkategorie A. Das im frühen 19. Jahrhundert erbaut Landhaus im am südlichen Ortsrand gelegen. In der Umgebung wurden in der Vergangenheit Bienen zur Honigproduktion gehalten. Die dort wachsende Heide wird als sehr pollenreich beschrieben, wodurch eine außergewöhnlich hohe Honigausbeute erhalten wurde.